# Сага за Гунар, убиецът на Тидранди
Сага за Гунар, убиецът на Тидранди (на исландски Gunnars saga Þiðrandabana или Gunnars þáttr Þiðrandabana) e исландска сага от ХІІІ век. Предполага се, че сагата е написана между 1220 и 1250 г., след написването на Сага за синовете на Дроплауг, героите на която имат връзка с персонажите от „Сага за Гунар, убиецът на Тидранди“.

## Сюжет
Действието в историята се развива през 1006 – 1008 г. в източната част на Исландия. По вина на отрицателния герой Асбьорн Кувалд започва разпра, в която се противопоставят един на друг Кетил Гром и неговият доведен син Тидранди. В последвалия сблъсък и двамата загиват като Тидранди пада от ръката на норвежеца Гунар, който бил гост на Кетил Гром. Основната част от сагата разказва как братът на загиналия, Торкел, търсил Гунар, за да отмъсти. Гунар успял да се спаси благодарение на потомък на Гудрун Освиврсдотир. Една по-различна версия на тази история е предадена в Сага за хората от Долината на сьомгата.